# التكوين الاجتماعي للسعودية

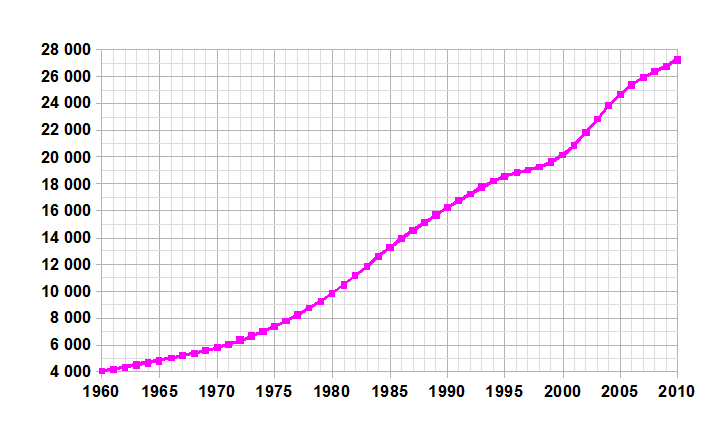
التركيبة السكانية في المملكة العربية السعودية، بيانات منظمة الأغذية والزراعة لعام 2005؛ حيث يظهر عدد السكان بالآلاف.

الديموغرافيا في السعودية الديموغرافيا هي علم خصائص السكان وتوزيعهم وأماكن تواجدهم وطوائفهم وأعراقهم وكل ما يتعلق بهم، ينقسم السكان السعوديين بحسب طوائفهم الدينية ومناطقهم وقبائلهم.
تعد المملكة العربية السعودية ثاني أكبر دولة في العالم العربي مساحةً، ويبلغ عدد سكانها 33413660 نسمة اعتبارًا من عام 2018. هناك نسبة كبيرة من الوافدين مقيمون في السعودية ويمثلون 39٪ من إجمالي السكان في المملكة العربية السعودية . شهدت المملكة العربية السعودية انفجارًا سكانيًا خلال الأربعين عامًا الماضية، وتواصل نموها بمعدل 1.63٪ سنويًا.

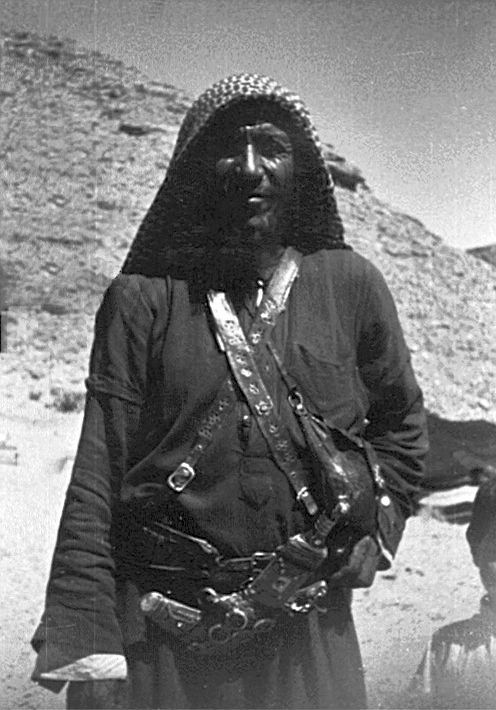
رجل بدوي بالزي التقليدي في عالية نجد عام 1964م

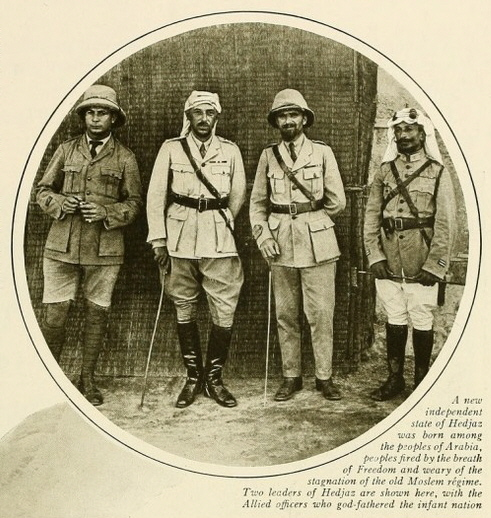
قادة عسكريون حجازيون (حضريون) في الجيش النظامي لمملكة الحجاز عام 1919م

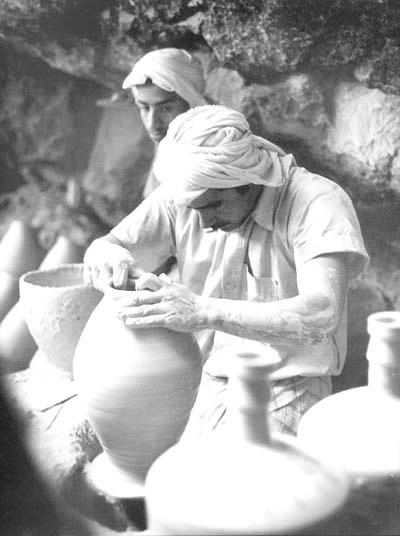
حرفيون سعوديون يعملون في صناعة الفخار في الأحساء

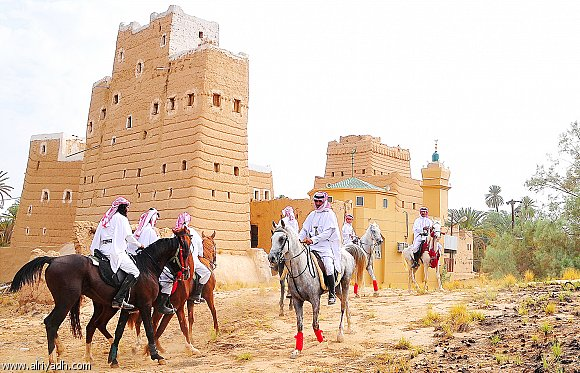
خيالة من قبيلة يام السعودية قرب منازل أثرية في منطقة نجران السعودية

حتى ستينيات القرن الماضي، كان نصف السكان من البدو الرحل أو البدو نصف الرحل. بسبب النمو الاقتصادي والحضري السريع، استقر الآن أكثر من 95 ٪ من السكان. يعيش 80٪ من السعوديين في عشرة مراكز حضرية رئيسية هي: الرياض وجدة ومكة والمدينة المنورة وبريدة وأبها والهفوف والطائف والخبر والدمام. يتألف المجتمع السعودي من ثلاث فئات هي البادية، والريف، والحاضرة. يمثل البدو 21,77% والريفيون 26,87% بينما تمثل فئة الحضر نحو 51,36%، وتعتبر الأسر في الحاضرة أسرة نواة فهي غالباً لا تضم سوى الوالدين والأطفال والاجداد في حين تتواجد الأسر الممتدة في الريف والبادية. تحتوي بعض المدن والواحات على أكثر من 1000 شخص لكل كيلومتر مربع (2600 / ميل مربع). يتميز سكان المملكة العربية السعودية بالنمو السريع، وعدد الرجال أكبر بكثير من عدد النساء، ونسبة كبيرة من الشباب. فالسعوديّة دولة شابّة، وتمثل البنية الدّيمغرافيّة لسكان المملكة العربيّة السعوديّة عاملًا إيجابيًا يُساعد على الحفاظ على اقتصاد قويّ، إذ تبلغ نسبة السكان أقلّ من 25 سنة حوالي 47% في حين تبلغ نسبة من هم فوق 60 سنة 5% فقط.[بحاجة لمصدر]
تستضيف المملكة العربية السعودية أحد أركان الإسلام، التي تلزم جميع المسلمين بالقيام بالحج إلى مكة، مرة واحدة على الأقل خلال حياتهم إذا كانوا قادرين على ذلك. البيئة الثقافية في المملكة العربية السعودية محافظة للغاية. تلتزم البلاد بتفسير نصوص الشريعة الإسلامية. يجب أن تتوافق التوجهات الثقافية للسكان مع المعايير الأخلاقية المحددة بدقة في تلك النصوص.
معظم السعوديين هم من أصل عربي، وأغلبهم من القبائل العربية. وفقًا لمسح عشوائي، يأتي معظم السعوديين من شبه الجزيرة العربية والدول العربية. يعمل الكثير من العرب من الدول المجاورة في المملكة، وخاصة القادمون من مصر، حيث تطورت الجالية المصرية منذ الخمسينيات وما بعدها. هناك أيضاً أعداد كبيرة من المغتربين الآسيويين، معظمهم من الهند وباكستان وبنغلاديش وإندونيسيا والفلبين، واللاجئين مؤخراً من سوريا واليمن. في سبعينيات وثمانينيات القرن العشرين، كان هناك أيضًا مجتمع كبير من العمال المهاجرين الكوريين الجنوبيين، والذين يصل عددهم إلى مئات الآلاف، ولكن بسبب النمو الاقتصادي السريع والتنمية، عاد معظمهم إلى بلادهم منذ ذلك الحين؛ أظهرت إحصائيات حكومة كوريا الجنوبية أن هناك 1200 شخص فقط من مواطنيها يعيشون في المملكة (معظمهم من المهنيين ورجال الأعمال) اعتبارا من عام 2005. يوجد أكثر من 100000 من الغرب في المملكة العربية السعودية، يعيش معظمهم في مجمعات خاصة في المدن الرئيسية مثل الرياض وجدة وينبع والظهران. تمنع الحكومة غير المسلمين من دخول الحرمين الشريفين في مكة والمدينة المنورة.

## السعوديين
حسب قرار مجلس الوزراء رقم 4 وتاريخ 25 محرم عام 1374 هجري فإن السعوديين حسب المادة الرابعة من القرار هم:
- من كانت تابعيته عثمانية عام 1332 هجرية الموافق 1914 م من سكان أراضي المملكة العربية السعودية الأصليين.
- الرعايا العثمانيون المولودون في أراضي المملكة العربية السعودية والمقيمون فيها عام 1332هـ _1914م الذين حافظوا على إقامتهم في تلك الأراضي إلى 22 / 3 / 1345 ولم يكتسبوا جنسية أجنبية قبل هذا التاريخ.
- من كان من غير الرعايا العثمانيين مقيما في أراضي المملكة العربية السعودية عام 1332هـ 1914م وحافظ على إقامته فيها إلى 22 / 3 / 1345 ولم يكتسب جنسية أجنبية قبل هذا التاريخ.

## تعداد سكان السعودية

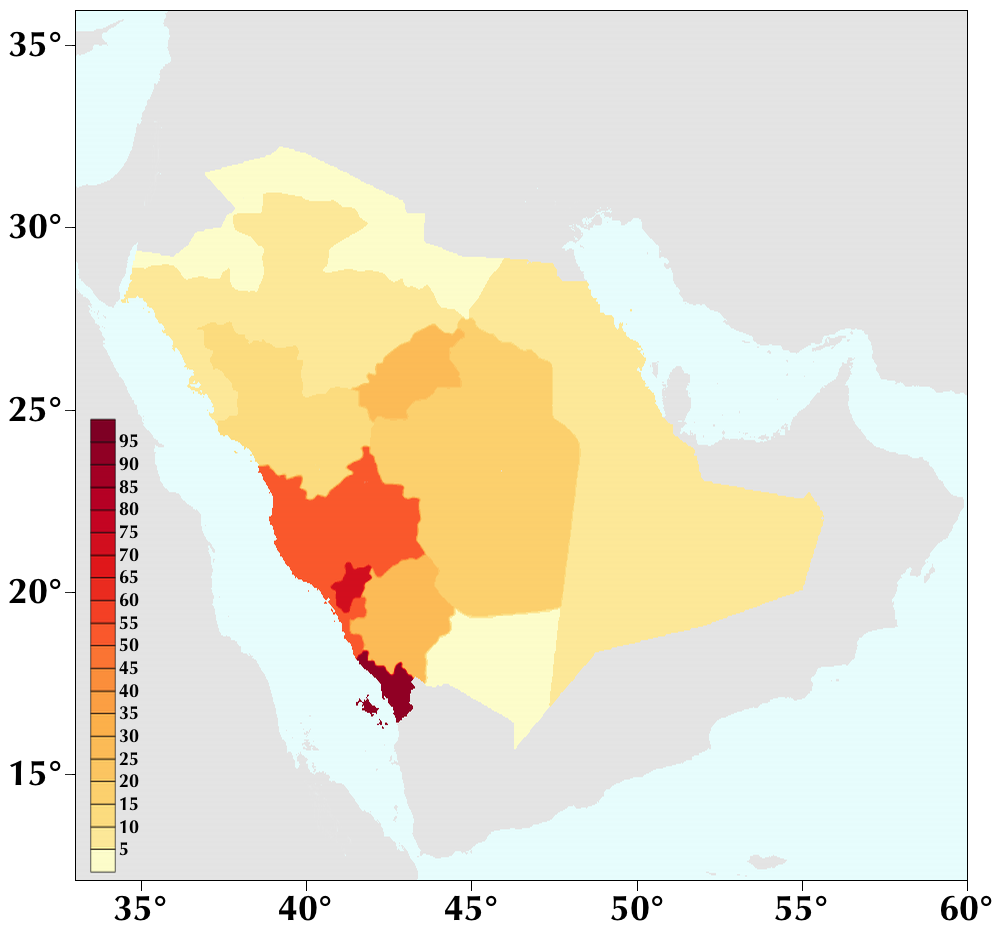
الكثافة السكانية في المملكة في 2010

### تعداد السعودية 2022
إجمالي عدد السكان: (32.175.224)
السعوديون: (18.8) مليون، بنسبة 58.4%.
غير السعوديين: (13.4) مليون، بنسبة 41.6%.
الذكور: (19.7) مليون، بنسبة 61.2%.
الإناث: (12.5) مليون، بنسبة 38.8%.
وبلغ تعداد سكان المملكة العربية السعودية في التعداد السكاني في النصف الأول من عام 2021 حوالي 34,110,821 مليون نسمة
المجتمع السعودي يتألف من ثلاث تجمعات مشهورة: بادية وريف وحاضرة. حيث تمثل فئة البادية 21,77٪ والريف 26,87٪ والحاضرة 51,36٪.[بحاجة لمصدر أفضل] وتتشكل في الحاضرة غالبا الأسر النواة (أي الصغيرة المكونة فقط من أب وأم وأطفال)، أما الأسر الممتدة فتوجد في الريف والبادية. وتبلغ نسبة السعوديين من مجموع السكان 63.6%، نسبة الذكور منهم 50,8٪ فيما تبلغ نسبة الإناث 49,2٪. تهيمن فئة الشباب على المجتمع السعودي، حيث تبلغ نسبة السكان السعوديين للفئة العمرية من (0 - 34) سنة 57.38%، فيما تبلغ للفئة العمرية (15-34) سنة (32,8%) من إجمالي عدد السكان. يتركز ما نسبته 65,6٪ من السكان في إمارة منطقة الرياض وإمارة منطقة مكة المكرمة وإمارة المنطقة الشرقية فيما يتوزع الباقون على باقي إمارات المناطق وبعضهم سعوديين في الخارج.

## الطوائف الدينية
1. أغلبية السعوديين مسلمين من أهل السنة والجماعة، أماكن انتشارهم: متواجدين في معظم محافظات المملكة العربية السعودية
2. الطائفة المسلمين الشيعة يشكل السعوديين من الشيعة نسبة 10% إلى 15% من السكان، أماكن انتشارهم: متواجدين في محافظات المنطقة الشرقية ويشكلون أغلبية في محافظة القطيف ومحافظة الأحساء، ويتواجدون في غيرهما من محافظات شرق السعودية، ويتواجد بعضهم في المدينة المنورة غرب السعودية ومن أحياء المدينة المنورة المتواجدين فيها حي العوالي ومتواجدين في بعض القرى التابعة للمدينة المنورة مثل قرية أبو ضباع.[19]
3. الطائفة الشيعية الاسماعيلية المسلمين الإسماعيليين يبلغ تعدادهم قرابة المليون[20]، أماكن انتشارهم: يتواجدون في محافظات إمارة منطقة نجران في جنوب السعودية ويشكلون أغلبية فيها.[21]
4. الطائفة الزيدية متواجدين في قرية المخباة الموجودة في إمارة منطقة نجران وخصوصاً في الجزء المعروف باسم عويرة الذي يعتبر هو مقر المذهب الزيدي الاسلامي في قرية المخباة، أشهر وأكبر مساجدهم: مسجد عويرة في قرية المخباة في إمارة منطقة نجران.[22]
5. أتباع الطرق الصوفية على الرغم من انهم خلال فترة ما قبل القرن 18 وما بين التاسع عشر والقرن العشرين كانوا تيارا رئيسيا جماهيريا في الكثير من الحواضر الكبيرة الا انه بالفترة الاخيرة نتيجة لضغط المؤسسة الدينية الرسمية المدعومة من الحكومة بالإضافة إلى إنتشار الحداثة والتغريب وإنحسار الأفكار التقليدية إلا انه لا يزال يتواجد حضور صوفي بالذات في شرق السعودية في الأحساء لدى السنة المحتفظين بالتقليد الفقهي اللذي يشجع على التصوف في نصوصه وتراثه [23] ولديه حضور ملحوظ وفي غرب السعودية في جدة ومكة والمدينة المنورة.[24]

## الإثنيات في السعودية
تعتبر مساحة المملكة العربية السعودية من أكبر الدول العربية بالشرق الأوسط وهي تمثل أغلبية أراضي شبه الجزيرة العربية فمن الطبيعي أن تكون الثقافة العربية العامة بعناصرها الرئيسية من لغة وأبجدية وأسماء شخصية وعادات إجتماعية تعتبر السمة السائدة لدى جميع السعوديين ، العرب في المملكة متنوعون وينتمي مجموعة كبيرة ورئيسية منهم إلى عدة قبائل عربية وهم غالبية الشعب السعودي، وهناك أقلية من المواطنين السعوديين من أصول أفريقية وآسيوية موجودة منذ القدم ومندمجة في الثقافات النجدية والحجازية والبدوية والأحسائية والعسيرية حسب البيئة اللتي عاشت فيها تاريخيا مثل اصحاب البشرة السوداء وبعضهم من ما يطلق عليه التكارنة وهو مصطلح لوصف قبائل الهوسا والبرنو والفلاتة جذورها القديمة تعود إلى (غرب أفريقيا) ، وتنتشر الثقافة العربية القبلية في جميع محافظات المملكة العربية السعودية تقريبا، أما السعوديين الأكثر تنوعا وجودهم الملحوظ في ساحل الخليج العربي والمنطقة الشرقية والمدن الكبيرة ذات الكثافة السكانية تاريخيا فهم يتواجدون في جميع مناطق المملكة لكن كثافتهم السكانية تكون أكبر في مدن غرب السعودية مثل جدة ومكة والمدينة المنورة والطائف.ومنذ الطفرة النفطية بسبعينات القرن الماضي الميلادية سادت الثقافة الاستهلاكية السعودية القائمة على الكماليات والرفاهية واثرت على كل شرائح المجتمع العربي السعودي وساهم الإثراء السريع في تقليل الفوارق والاختلافات بين المواطنين السعوديين شيئا فشيئا وتقليصها بشكل كبير إلى حد ما .

## اللغات واللهجات في السعودية
يتحدث جميع السعوديين اللغة العربية ويتحدث السعوديين اللغة العربية بأكثر من 20 لهجة مختلفة ، وهناك أقليات لغوية مثل اللغة المهرية وهي لغة سامية قديمة يتحدثها بعض السعوديين من قبيلة المهرة في قرى الربع الخالي، وهناك أيضاً اللغة الخولانية وهي لغة سامية قديمة أخرى يتحدثها بعض السعوديين شمال شرق منطقة جازان جنوب السعودية.

### اللهجات
- لهجة حجازية حضرية: في جدة والمدينة المنورة ومكة وينبع وحَضَر الطائف.
- لهجة حجازية بدوية: في قرى الحجاز وتتواجد أيضًا في الطائف والمدينة المنورة.
- لهجة جنوبية: وتنقسم إلى مجموعة كبيرة من اللهجات بسبب اتساع المنطقة الجنوبية ومنها اللهجة العسيرية والجيزانية والنجرانية وتنوعها (حضر وبادية وتهامة).
- لهجة تهامية حضرية: في مكة وجدة.
- لهجة تهامية بدوية: لهجة بدو تهامة.
- لهجة نجدية حضرية: في الرياض وسدير والدلم والمجمعة والدرعية والخرج وشقراء.
- لهجة نجدية بدوية: لهجة بدو نجد.
- لهجة قصيمية: لهجة أهل القصيم.
- لهجة حوطة بني تميم.
- لهجة الشمال: لهجة الحويطات وبلي وبني عطية وعنزه والشرارات.
- لهجة حاضرة المنطقة الشرقية، ومنها اللهجة الحساوية واللهجة القطيفية.